# Giovanni Battista Lampugnani
Giovanni Battista Lampugnani (Milano, 1708 circa – Milano, 2 giugno 1788) è stato un compositore e clavicembalista italiano.

## Biografia
Discendente da una famiglia borghese, ricevette i suoi insegnamenti musicali nella città natale. Il 26 dicembre 1732 venne rappresentata la sua prima opera al Teatro Regio Ducale di Milano, Candace. Negli anni successivi viaggiò per l'Italia al fine di mettere in scena altre sue opere: fu a Venezia, Piacenza, Padova, Vicenza, Roma, Crema, e Genova. Nel 1738 gli fu affidato il compito di scrivere della musica sacra per l'Ospedale della Pietà di Venezia.
Nel 1743 prese il posto, in sostituzione di Baldassarre Galuppi, di compositore presso il Teatro Reale di Londra; esordì in questo teatro il 15 novembre dello stesso anno con il pasticcio Rossane, un riarrangemento dell'Alessandro di Georg Friedrich Händel. Successivamente, nel 1744, rappresentò altre opere: Alfonso e Alceste. Nel 1745 dovette tornare in Italia, in quanto venne sostituito da Christoph Willibald Gluck.
Dopo il suo rientro dall'Inghilterra, dal 1745 al 1751, intraprese un secondo viaggio per mettere in scena i suoi lavori lirici nei teatri delle città italiane: nel giugno del 1745 fu a Padova per Semiramide, il 20 gennaio 1746 a Milano per Il gran Tamerlano e poi a Venezia, Firenze, Reggio Emilia, Torino, Piacenza e Genova.
Negli anni '50 si recò nuovamente all'estero. Nel 1753 fu a Barcellona per la messa in scena del suo Vologeso e nel 1755 viaggiò nuovamente a Londra per dare il Siroe il 14 gennaio.
Durante il ritorno in Italia probabilmente soggiornò per un certo periodo in Germania. Nel 1758 fu nominato clavicembalista del Teatro Regio di Milano; nello stesso anno venne rappresentato Il re pastore e la sua prima opera buffa, Le cantatrici, su libretto di Carlo Goldoni. In questo periodo conobbe Johann Christian Bach, all'epoca organista del Duomo di Milano, e Giovanni Battista Martini. Dopo aver scritto altri drammi giocosi, soprattutto per il teatro milanese, nel 1769 concluse a Torino la sua carriera operistica con il dramma semiserio L'illustre villanella. Si dedicò in seguito quasi esclusivamente alla composizione di musica strumentale (sonate a tre, concerti, sinfonie).
Nel 1770 aiutò i cantanti nelle prove per la rappresentazione dell'opera Mitridate, re di Ponto del giovane Wolfgang Amadeus Mozart. Nel 1778 si esibì come clavicembalista durante l'inaugurazione del Teatro alla Scala.

## Lavori

### Opere
Sono note 30 opere di Lampugnani; l'anno e la città si riferiscono alla prima rappresentazione.
- Candace (dramma per musica, libretto di Domenico Lalli, da Francesco Silvani, 1732, Milano)
- Antigono (dramma per musica, libretto di G. Marizoli, 1736, Milano)
- Arianna e Teseo (dramma per musica, libretto di Pietro Pariati, 1737, Alessandria)
- Ezio (dramma per musica, libretto di Pietro Metastasio, 1737, Venezia)
- Demofoonte (dramma per musica, libretto di Bartolomeo Vitturi, da Pietro Metastasio, 1738, Piacenza)
- Angelica (dramma per musica, libretto di C. Vedova, da Ludovico Ariosto, 1738, Teatro San Samuele di Venezia)
- Didone abbandonata (dramma per musica, libretto di Pietro Metastasio, 1739, Padova)
- Adriano in Siria (dramma per musica, libretto di Pietro Metastasio, 1740, Vicenza)
- Semiramide riconosciuta (dramma per musica, libretto di Pietro Metastasio, 1741, Roma)
- Arsace (dramma per musica, libretto di Antonio Salvi, 1741, Crema)
- Farasmane, re di Tracia (dramma per musica, 1743. Genova)
- Alfonso (dramma per musica, libretto di Paolo Antonio Rolli, da Stefano Benedetto Pallavicino, 1744, His Majesty's Theatre di Londra)
- Alceste (dramma per musica, libretto di Paolo Antonio Rolli, revisione di Demetrio di Pietro Metastasio, 1744, Her Majesty's Theatre di Londra)
- Semiramide (dramma per musica, 1745, Padova)
- Il gran Tamerlano (dramma per musica, libretto di Agostino Piovene, 1746, Milano)
- Tigrane (dramma per musica, libretto di Carlo Goldoni, revisione di Virtù trionfante dell'amore e dell'odio di Antonio Salvi, 1747, Venezia)
- L'olimpiade (dramma per musica, libretto di Pietro Metastasio, 1748, Firenze)
- Andromaca (dramma per musica, libretto di Antonio Salvi, revisione di Apostolo Zeno, 1748, Teatro Regio di Torino diretta da Giovanni Battista Somis)
- Artaserse (dramma per musica, libretto di Pietro Metastasio, 1749, Milano)
- Alessandro sotto le tende di Dario (dramma per musica, libretto di G. Riviera, 1751, Piacenza)
- Vologeso, re de Parti (dramma per musica, 1752, Genova)
- Vologeso (dramma per musica, libretto di Apostolo Zeno, 1753, Barcellona)
- Siroe, re di Persia (dramma per musica, libretto di Pietro Metastasio, 1755, Her Majesty's Theatre di Londra)
- Il re pastore (dramma per musica, libretto di Pietro Metastasio, 1758, Milano)
- Le cantatrici (dramma giocoso, libretto di Carlo Goldoni, 1758, Milano)
- Il conte Chicchera (dramma giocoso, libretto di Carlo Goldoni, 1759, Milano)
- La contessina (dramma giocoso, libretto di Carlo Goldoni, 1759, Milano)
- Amor contadino (dramma giocoso, libretto di Carlo Goldoni, 1760, Venezia)
- Enea in Italia (dramma per musica, libretto di Giacomo Francesco Bussani, 1763, Palermo)
- L'illustre villanella (dramma semiserio, 1769, Torino)

### Lavori strumentali

#### Sinfonie
- 6 sinfonie:
  - sinfonia n. 1 in la maggiore per archi
  - sinfonia n. 2 in re maggiore per 2 corni e archi
  - sinfonia n. 3 in la maggiore per 2 oboi e archi
  - sinfonia n. 4 in re maggiore per 2 corni e archi
  - sinfonia n. 5 in re maggiore per 2 oboi, 2 trombe e archi
  - sinfonia n. 6 in re maggiore per 2 corni e archi
- 3 sinfonie:
  - sinfonia n. 1 in re maggiore per 2 trombe e archi
  - sinfonia n. 2 in re maggiore per 2 corni e archi
  - sinfonia n. 3 in si maggiore per archi
- Sinfonia per l'opera Semiramide riconosciuta

#### Concerti
- 2 concerti a due flauti traversi:
  - concerto n. 1 in sol maggiore per 2 flauti, 2 corni e archi
  - concerto n. 2 in re maggiore per 2 flauti e archi
- 3 concerti per clavicembalo (in do maggiore, in fa maggiore, in si maggiore)
- Concerto a più strumenti con clavicembalo obbligato

#### Sonate
- 6 sonate per 2 violini e basso continuo, op. 1 (in la maggiore, in si maggiore, in la maggiore, in re maggiore, in mi maggiore, in sol maggiore)
- 6 sonate per 2 violini e basso continuo, op. 2 (in sol maggiore, in la maggiore, in si maggiore, in la maggiore, in re maggiore, in la maggiore)
- 3 sonate per 2 violini e basso continuo (in mi maggiore, in la maggiore, in fa maggiore)
- Sonata in re maggiore per 2 violini e basso continuo
- Sonata a 3 in re maggiore
- Sonata in sol maggiore per 2 flauti e basso continuo